# La Chapelle-Montlinard
La Chapelle-Montlinard är en kommun i departementet Cher i regionen Centre-Val de Loire i de centrala delarna av Frankrike. Kommunen ligger  i kantonen Sancergues som tillhör arrondissementet Bourges. År 2022 hade La Chapelle-Montlinard 490 invånare.

## Befolkningsutveckling
Antalet invånare i kommunen La Chapelle-Montlinard
Referens:INSEE